# Muzeum Sztuki w Tel Awiwie

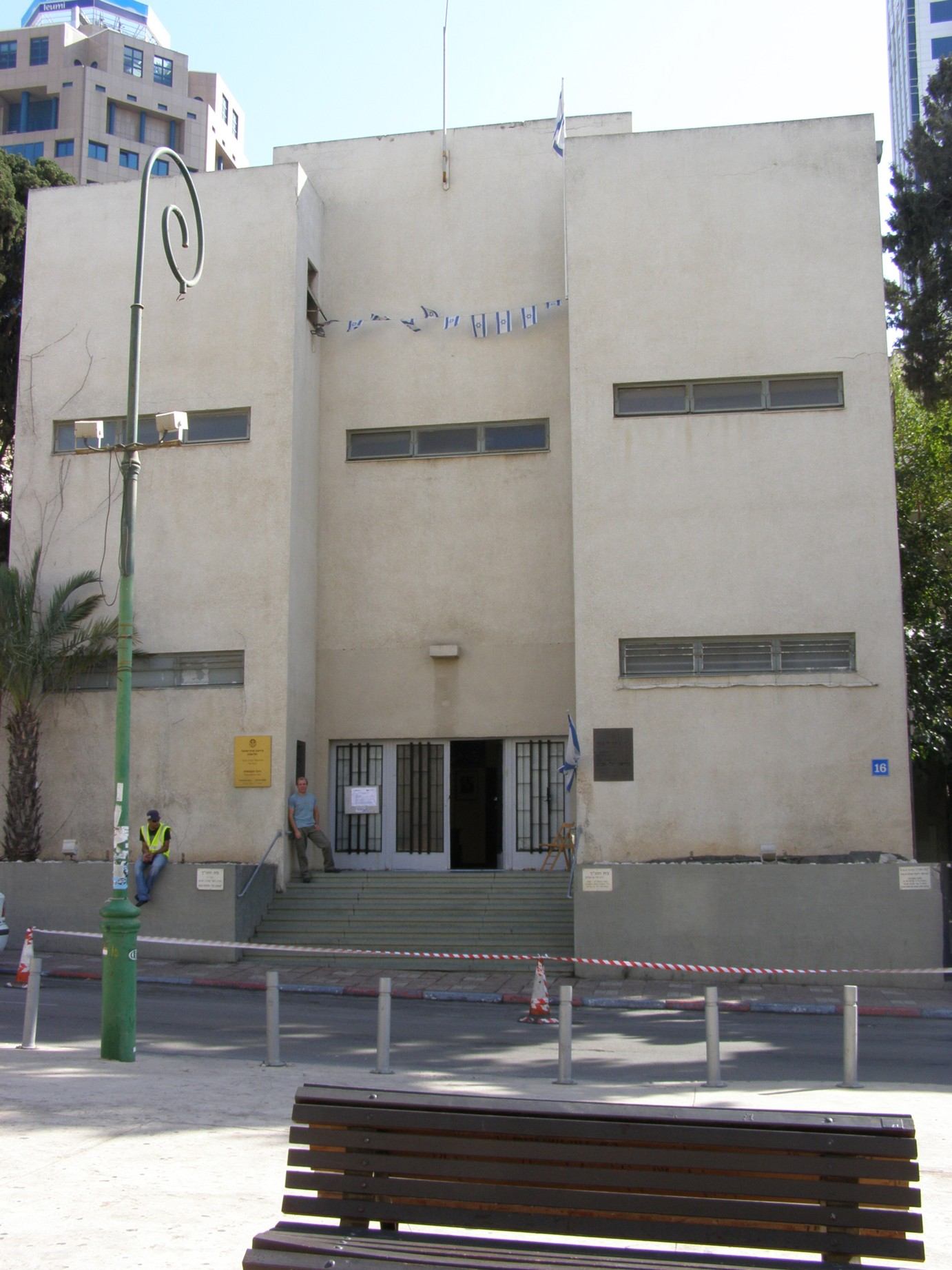
Sala Niepodległości

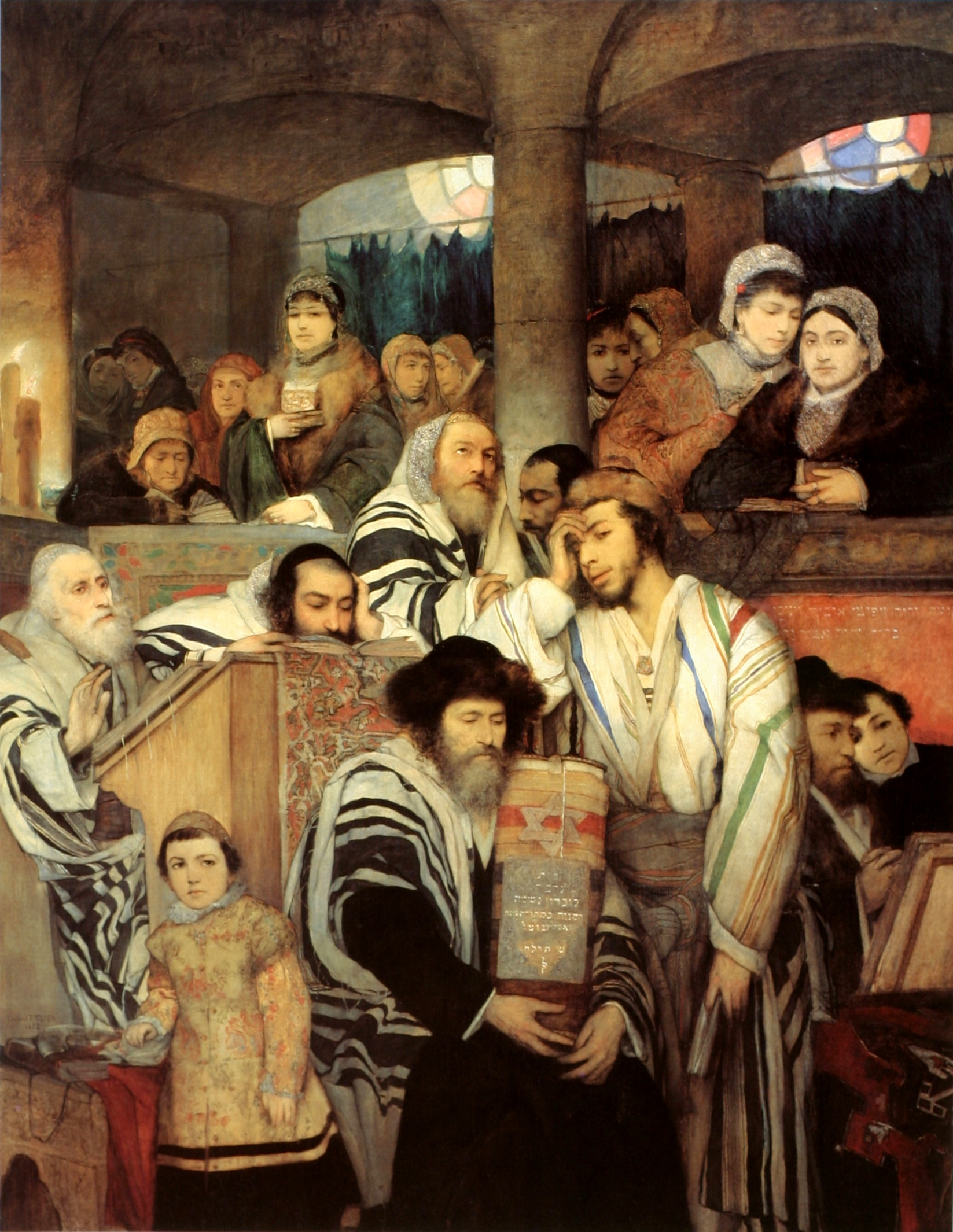
Żydzi modlą się w synagodze w Jom Kipur, Maurycy Gottlieb, 1878

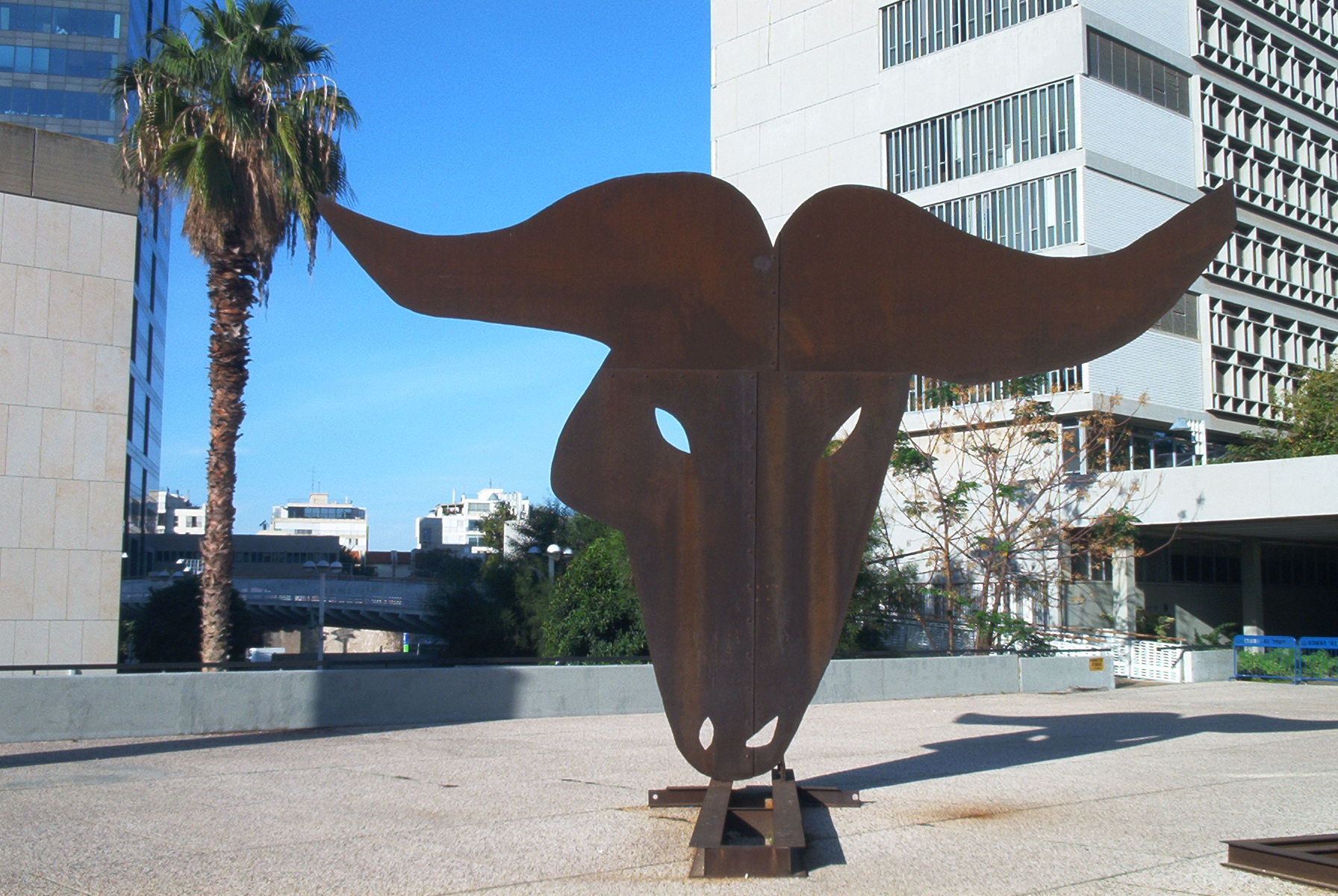
Rzeźba Menaszego Kadiszmana

Muzeum Sztuki w Tel Awiwie (hebr. ‏מוזיאון תל אביב לאמנות‎) – izraelskie muzeum sztuki znajdujące się na terenie osiedla Ha-Cafon ha-Chadasz w Tel Awiwie.

## Historia
Muzeum zostało założone w 1932 w domu pierwszego burmistrza miasta Tel Awiw, Meira Dizengoffa – obecnie dom Dizengoffa jest wykorzystywany jako Sala Niepodległości. W muzeum były prezentowane dokonania lokalnych i zagranicznych artystów, ze szczególnym naciskiem położonym na działalność młodych twórców sztuki. Dodatkowo przy muzeum działało centrum kultury. W 1938 założono bibliotekę. W budynku tym 14 maja 1948 odbyła się uroczystość proklamacji niepodległości Izraela.
Liczba zbiorów zgromadzonych przez muzeum szybko rosła. Dotychczasowy budynek nie był już w stanie pomieścić wszystkich eksponatów, co wymusiło konieczność poszukiwania nowej siedziby. 22 stycznia 1959 odbyła się uroczystość otwarcia Pawilonu Sztuki Współczesnej Heleny Rubinstein.
Pod koniec lat 50. XX wieku władze miejskie przeznaczyły obszar w rejonie ulic Weizmanna, Shaul Hamelech i Leonardo da Vinci pod zabudowę użyteczności publicznej. W 1971 we wschodniej części tego obszaru wybudowano nowy gmach muzeum. Budynek posiada bezpośrednie połączenie poprzez napowietrzny korytarz z sąsiednim wieżowcem biurowym Museum Tower (wysokość 91 metrów).

## Zbiory muzeum
Muzeum posiada bogatą kolekcję sztuki klasycznej i współczesnej, zwłaszcza izraelskiej. Kolekcja obrazów odzwierciedla historię sztuki izraelskiej podczas brytyjskiej obecności w Palestynie mandatowej i następnie w niepodległym państwie Izrael. Artyści malowali zgodnie z fowizmem, niemieckim ekspresjonizmem, kubizmem, rosyjskim konstruktywizmem, ruchem De Stijl, surrealizmem, francuskim impresjonizmem i postimpresjonizmem. Można tu podziwiać prace znanych artystów, między innymi Chaima Soutine’a, Pabla Picassa, Joana Miró, Claude’a Moneta, Camille’a Pisarro, Augustea Renoira, Paula Cézanne’a, Alfreda Sisleya, Henri Edmonda Crossa, Pierre’a Bonnarda, Henriego Matisse’a, Amedeo Modiglianiego i Marca Chagalla.
W kolekcji jest kilka arcydzieł, w tym portret Friederike Marii Beer (1916) pędzla Gustava Klimta oraz Improwizacja bez tytułu (1914) Wassilego Kandinsky’ego.
Peggy Guggenheim ofiarowała muzeum w 1950 swoją kolekcję 36 obrazów abstrakcjonistów i surrealistów, wliczając w to prace Jacksona Pollocka, Williama Baziotesa, Richarda Pousette-Darta, Yves’a Tanguy i Andre Massona.

## Oddziały muzeum
- Pawilon Sztuki Współczesnej Heleny Rubinstein – mieści stałą ekspozycję sztuki współczesnej, architektury oraz kolekcję szkła artystycznego zgromadzoną przez Helenę Rubinstein. Pawilon funkcjonuje także jako galeria sztuki prezentująca osiągnięcia młodych talentów.
- Centrum Edukacji Artystycznej Meyerhoff – prowadzi warsztaty plastyczne dla dzieci, młodzieży, nauczycieli i dorosłych w dziedzinach malarstwa, rzeźby, wideo i grafiki komputerowej. Centrum organizuje także wycieczki dydaktyczne dla szkół oraz liczne wystawy.

W bezpośrednim sąsiedztwie muzeum znajduje się centrum kultury jidysz Bet Szalom Alechem oraz Tel Awiw Performing Arts Center.